# Temporada da Stock Car Brasil de 2022

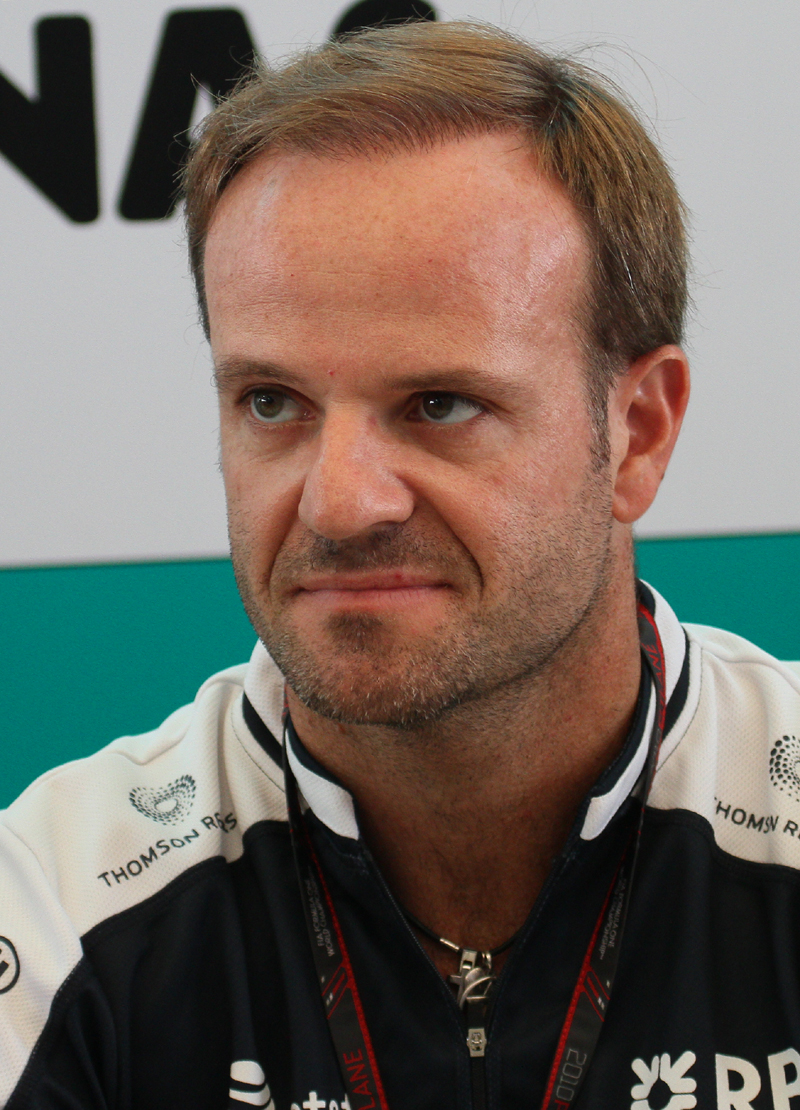
Rubens Barrichello se sagrou bicampeão na temporada de 2022.

A Temporada da Stock Car Brasil de 2022 foi a 44ª temporada da categoria de turismo brasileira, outrora chamda de Stock Car Brasil. Foi uma temporada marcada pelo retorno da Corrida de Duplas e pela realização da primeira corrida em uma pista em um aeroporto na história da Stock Car. A temporada começou em 13 de fevereiro e encerrou-se em 11 de dezembro na Super Final BRB, ambas as etapas sendo realizadas no Autódromo José Carlos Pace.

## Equipes e pilotos
| Campeonato          | Campeonato                | Campeonato | Campeonato          | Campeonato |                     | Corrida de Duplas |
| Equipe              | Carro                     | No.        | Pilotos             | Etapas     | Convidado da dupla  |                   |
| ------------------- | ------------------------- | ---------- | ------------------- | ---------- | ------------------- | ----------------- |
| Crown Racing        | Chevrolet Cruze Stock Car | 0          | Cacá Bueno          | Todas      | Felipe Fraga        |                   |
| Crown Racing        | Chevrolet Cruze Stock Car | 3          | Rodrigo Baptista    | Todas      | Maxime Soulet       |                   |
| Crown II Racing     | Chevrolet Cruze Stock Car | 43         | Pedro Cardoso       | Todas      | Renato Braga        |                   |
| Lubrax Podium       | Chevrolet Cruze Stock Car | 4          | Júlio Campos        | Todas      | Marçal Müller       |                   |
| Lubrax Podium       | Chevrolet Cruze Stock Car | 19         | Felipe Massa        | Todas      | Timo Glock          |                   |
| Cavaleiro Sports    | Chevrolet Cruze Stock Car | 5          | Denis Navarro       | Todas      | Franco Girolami     |                   |
| Cavaleiro Sports    | Chevrolet Cruze Stock Car | 80         | Marcos Gomes        | Todas      | Beto Cavaleiro      |                   |
| Full Time Bassani   | Toyota Corolla Stock Car  | 6          | Tony Kanaan         | Todas      | Pietro Fittipaldi   |                   |
| Full Time Bassani   | Toyota Corolla Stock Car  | 8          | Rafael Suzuki       | Todas      | Jeroen Bleekemolen  |                   |
| Full Time Sports    | Toyota Corolla Stock Car  | 68         | Julian Santero      | 8          | —                   |                   |
| Full Time Sports    | Toyota Corolla Stock Car  | 100        | Diego Azar          | 10–11      | —                   |                   |
| Full Time Sports    | Toyota Corolla Stock Car  | 101        | Gianluca Petecof    | 1–6, 12    | Arthur Leist        |                   |
| Full Time Sports    | Toyota Corolla Stock Car  | 111        | Rubens Barrichello  | Todas      | Eduardo Barrichello |                   |
| Full Time Sports    | Toyota Corolla Stock Car  | 122        | Andrés Jakos        | 7, 9       | —                   |                   |
| RKL Competições     | Chevrolet Cruze Stock Car | 7          | Thiago Vivacqua     | 3, 7, 12   | —                   |                   |
| RKL Competições     | Chevrolet Cruze Stock Car | 34         | Gabriel Robe        | 5–6        | —                   |                   |
| RKL Competições     | Chevrolet Cruze Stock Car | 37         | Raphael Teixeira    | 10–11      | —                   |                   |
| RKL Competições     | Chevrolet Cruze Stock Car | 55         | Renato Braga        | 2–4, 10–11 | —                   |                   |
| RKL Competições     | Chevrolet Cruze Stock Car | 86         | Gustavo Frigotto    | 1–2, 4–6   | Fábio Fogaça        |                   |
| RCM Motorsport      | Toyota Corolla Stock Car  | 10         | Ricardo Zonta       | Todas      | Danilo Dirani       |                   |
| RCM Motorsport      | Toyota Corolla Stock Car  | 44         | Bruno Baptista      | Todas      | Alan Hellmeister    |                   |
| KTF Sports          | Chevrolet Cruze Stock Car | 11         | Gaetano di Mauro    | Todas      | Gabriel Bortoleto   |                   |
| KTF Sports          | Chevrolet Cruze Stock Car | 12         | Lucas Foresti       | Todas      | Pietro Rimbano      |                   |
| KTF Racing          | Chevrolet Cruze Stock Car | 85         | Guilherme Salas     | Todas      | Raphael Reis        |                   |
| KTF Racing          | Chevrolet Cruze Stock Car | 121        | Felipe Baptista     | Todas      | Vitor Baptista      |                   |
| Blau Motorsport     | Chevrolet Cruze Stock Car | 18         | Allam Khodair       | Todas      | Albert Costa        |                   |
| Blau Motorsport     | Chevrolet Cruze Stock Car | 70         | Diego Nunes         | Todas      | Fran Rueda          |                   |
| Ipiranga Racing     | Toyota Corolla Stock Car  | 21         | Thiago Camilo       | Todas      | Dennis Dirani       |                   |
| Ipiranga Racing     | Toyota Corolla Stock Car  | 30         | César Ramos         | Todas      | Felipe Drugovich    |                   |
| Hot Car Competições | Chevrolet Cruze Stock Car | 22         | André Moraes Junior | 2          | —                   |                   |
| Hot Car Competições | Chevrolet Cruze Stock Car | 54         | Tuca Antoniazi      | 1, 3–12    | André Moraes Junior |                   |
| Hot Car Competições | Chevrolet Cruze Stock Car | 110        | Felipe Lapenna      | Todas      | Sergio Ramalho      |                   |
| Shell V-Power       | Chevrolet Cruze Stock Car | 28         | Galid Osman         | Todas      | Enzo Elias          |                   |
| Shell V-Power       | Chevrolet Cruze Stock Car | 51         | Átila Abreu         | Todas      | Renan Guerra        |                   |
| Eurofarma RC        | Chevrolet Cruze Stock Car | 29         | Daniel Serra        | 1–6, 8–12  | Augusto Farfus      |                   |
| Eurofarma RC        | Chevrolet Cruze Stock Car | 74         | Felipe Fraga        | 7          | —                   |                   |
| Eurofarma RC        | Chevrolet Cruze Stock Car | 90         | Ricardo Maurício    | Todas      | Filipe Albuquerque  |                   |
| Motul TMG Racing    | Toyota Corolla Stock Car  | 33         | Nelson Piquet Jr.   | Todas      | Pedro Piquet        |                   |
| Scuderia Chiarelli  | Toyota Corolla Stock Car  | 73         | Sérgio Jimenez      | Todas      | Zezinho Muggiati    |                   |
| Scuderia Chiarelli  | Toyota Corolla Stock Car  | 88         | Beto Monteiro       | 1–3, 5–6   | Kiko Porto          |                   |
| A.Mattheis Vogel    | Chevrolet Cruze Stock Car | 83         | Gabriel Casagrande  | Todas      | Gabriel Robe        |                   |
| A.Mattheis Vogel    | Toyota Corolla Stock Car  | 117        | Matías Rossi        | 2–12       | —                   |                   |

### Mudanças de equipes
- O grid expandiu de 32 para 34 carros. Ambas Crown Racing e RKL Competições adicionaram mais um carro.

- Blau Motorsport/TMG Racing e A.Mattheis Vogel Motorsport trocaram do modelo Cruze para o Toyota Corolla.[2]

- Após sair no decorrer do campeonato de 2021, MX Piquet Sports não retornou à categoria. Após assumir o comando da equipe na última temporada, Scuderia CJ permanece na competição.

### Trocas de pilotos
- Nelson Piquet Jr. transferiu-se para a TMG Racing, substituindo Christian Hahn, após correr algumas etapas pela sua própria equipe em 2021. Após sua estréia em 2021, Hahn não retornou para essa temporada.

- Andre Moraes Junior, campeão da temporada de 2021 da GT4 Endurance Brasil champion, fez a sua estréia com Hot Car New Generation em algumas estapas, substituindo Tuca Antoniazi, devido a razões pessoais.[4]

- Rodrigo Baptista fez a sua estréia na categoria pela Crown Racing, substituindo Beto Monteiro que se transferiu para a Scuderia CJ.

- O campeão da Stock Light de 2021, Felipe Baptista, estreou pela KTF Sports. Pedro Cardoso, que competiu pela Stock Light na última temporada, se transferiu para a Crown Racing.

- Matias Rossi saiu da Full Time Sports para substituir Guga Lima na A. Mattheis Vogel Motorsport. ele, por sua vez, foi substituído por Gianluca Petecof que já havia participado de algumas etapas na categoria.

### Trocas no decorrer da temporada
- Devido a um conflito com a primeira etapa da Turismo Carretera, Matias Rossi não competiu na Corrida de Duplas. Ele não foi substituído e retornou para a segunda etapa.

- RKL Competições iniciou a temporada apenas com um carro; após a expansão do grid, era esperado que entrassem com dois carros. Na segunda etapa, Renato Braga, que competiu como convidado na primeira etapa, entrou com o segundo carro. Thiago Vivaquca estreou na categoria substituindo Gustavo Frigotto na terceira etapa.

- Andre Moraes Jr. substituiu Tuca Antoniazzi na segunda rodada.

## Calendário
| Etapa | Evento                    | Circuito                                                         | Data            |
| ----- | ------------------------- | ---------------------------------------------------------------- | --------------- |
| 1     | 5ª Corrida de Duplas 2022 | Autódromo José Carlos Pace, São Paulo                            | 13 de Fevereiro |
| 2     | GP de Goiânia             | Autódromo Internacional Ayrton Senna, Goiânia (Circuito externo) | 20 de Março     |
| 3     | GP do Galeão              | Circuito Cacá Bueno, Rio de Janeiro                              | 10 de Abril     |
| 4     | GP do Velo Città          | Autódromo Velo Città, Mogi Guaçu                                 | 15 de Maio      |
| 5     | GP do Velopark            | Velopark, Nova Santa Rita                                        | 2 de Julho      |
| 6     | GP do Velopark            | Velopark, Nova Santa Rita                                        | 3 de Julho      |
| 7     | GP de Interlagos          | Autódromo José Carlos Pace, São Paulo                            | 31 de Julho     |
| 8     | GP do Velo Città          | Autódromo Velo Città, Mogi Guaçu                                 | 4 de Septembro  |
| 9     | GP de Santa Cruz do Sul   | Autódromo Internacional de Santa Cruz do Sul, Santa Cruz do Sul  | 25 de Setembro  |
| 10    | GP de Goiânia             | Autódromo Internacional Ayrton Senna, Goiânia (Circuito misto)   | 22 de Outubro   |
| 11    | GP de Goiânia             | Autódromo Internacional Ayrton Senna, Goiânia (Circuito misto)   | 23 de Outubro   |
| 12    | Super Final BRB           | Autódromo José Carlos Pace, São Paulo                            | 11 de Dezembro  |

## Resultados
| Etapa | Etapa  | Circuito                                                          | Data            | Pole Position      | Volta mais rápida  | Vencedor           | Equipe              |
| ----- | ------ | ----------------------------------------------------------------- | --------------- | ------------------ | ------------------ | ------------------ | ------------------- |
| 1     | R1     | Autódromo José Carlos Pace, São Paulo (5ª Corrida de Duplas 2022) | 13 de Fevereiro | Gabriel Casagrande | Gabriel Casagrande | Gabriel Casagrande | AMattheis Vogel     |
| 1     | Duplas | Autódromo José Carlos Pace, São Paulo (5ª Corrida de Duplas 2022) | 13 de Fevereiro |                    | Albert Costa       | Enzo Elias         | Shell V-Power       |
| 2     | R1     | Autódromo Internacional Ayrton Senna, Goiânia (Circuito externo)  | 20 de Março     | Rubens Barrichello | Rubens Barrichello | Rubens Barrichello | Full Time Sports    |
| 2     | R2     | Autódromo Internacional Ayrton Senna, Goiânia (Circuito externo)  | 20 de Março     |                    | Denis Navarro      | Rubens Barrichello | Full Time Sports    |
| 3     | R1     | Circuito Cacá Bueno, Rio de Janeiro (GP do Galeão)                | 10 de Abril     | Daniel Serra       | Daniel Serra       | Daniel Serra       | Eurofarma RC        |
| 3     | R2     | Circuito Cacá Bueno, Rio de Janeiro (GP do Galeão)                | 10 de Abril     |                    | Ricardo Mauricio   | Ricardo Mauricio   | Eurofarma RC        |
| 4     | R1     | Autódromo Velo Città, Mogi Guaçu                                  | 15 de Maio      | Ricardo Zonta      | Ricardo Zonta      | Ricardo Zonta      | RCM Motorsport      |
| 4     | R2     | Autódromo Velo Città, Mogi Guaçu                                  | 15 de Maio      |                    | Cesar Ramos        | Matias Rossi       | AMattheis Vogel     |
| 5     | R1     | Velopark, Nova Santa Rita                                         | 2 de Julho      | Gabriel Casagrande | Allam Khodair      | Gabriel Casagrande | AMattheis Vogel     |
| 5     | R2     | Velopark, Nova Santa Rita                                         | 2 de Julho      |                    | Marcos Gomes       | Nelson Piquet Jr.  | Motul TMG Racing    |
| 6     | R1     | Velopark, Nova Santa Rita                                         | 3 de Julho      | Marcos Gomes       | Cesar Ramos        | Gaetano di Mauro   | KTF Sports          |
| 6     | R2     | Velopark, Nova Santa Rita                                         | 3 de Julho      |                    | Matias Rossi       | Bruno Baptista     | RCM Motorsport      |
| 7     | R1     | Autódromo José Carlos Pace, São Paulo                             | 31 de Julho     | Felipe Lapenna     | Felipe Baptista    | Matias Rossi       | AMattheis Vogel     |
| 7     | R2     | Autódromo José Carlos Pace, São Paulo                             | 31 de Julho     |                    | Ricardo Zonta      | Felipe Fraga       | Eurofarma RC        |
| 8     | R1     | Autódromo Velo Città, Mogi Guaçu                                  | 4 de Setembro   | Bruno Baptista     | Ricardo Zonta      | Felipe Lapenna     | Hot Car Competições |
| 8     | R2     | Autódromo Velo Città, Mogi Guaçu                                  | 4 de Setembro   |                    | Ricardo Mauricio   | Ricardo Mauricio   | Eurofarma RC        |
| 9     | R1     | Autódromo Internacional de Santa Cruz do Sul, Santa Cruz do Sul   | 25 de Setembro  | Ricardo Mauricio   | Ricardo Mauricio   | Ricardo Mauricio   | Eurofarma RC        |
| 9     | R2     | Autódromo Internacional de Santa Cruz do Sul, Santa Cruz do Sul   | 25 de Setembro  |                    | Ricardo Zonta      | Rubens Barrichello | Full Time Sports    |
| 10    | R1     | Autódromo Internacional Ayrton Senna, Goiânia (Circuito misto)    | 22 de Outubro   | Cesar Ramos        | Cesar Ramos        | Cesar Ramos        | Ipiranga Racing     |
| 10    | R2     | Autódromo Internacional Ayrton Senna, Goiânia (Circuito misto)    | 22 de Outubro   |                    | Ricardo Mauricio   | Nelson Piquet Jr.  | Motul TMG Racing    |
| 11    | R1     | Autódromo Internacional Ayrton Senna, Goiânia (Circuito misto)    | 23 de Outubro   | Ricardo Mauricio   | Ricardo Mauricio   | Ricardo Mauricio   | Eurofarma RC        |
| 11    | R2     | Autódromo Internacional Ayrton Senna, Goiânia (Circuito misto)    | 23 de Outubro   |                    | Guilherme Salas    | Diego Nunes        | Blau Motorsport     |
| 12    | R1     | Autódromo José Carlos Pace, São Paulo (Super Final BRB)           | 11 de Dezembro  | Felipe Baptista    | Matias Rossi       | Felipe Baptista    | KTF Racing          |
| 12    | R2     | Autódromo José Carlos Pace, São Paulo (Super Final BRB)           | 11 de Dezembro  |                    | Diego Nunes        | Ricardo Mauricio   | Eurofarma RC        |

## Tabela de pontuação
Sistema de pontuação
Os pontos são atribuídos para os pilotos que tenham completado pelo menos 75% da distância de cada corrida de uma etapa e tenham cruzado a linha de chegada. Em cada etapa são realizadas duas corridas em sequência, com largada lançada, cada qual com duração de 30 minutos adicionado de mais uma volta. Largar na pole concede dois pontos ao mais rápido piloto, válidos somente para a corrida 1. Já a formação de largada da segunda corrida das etapas será feita pelo resultado da corrida 1, mas com os dez primeiros invertendo a posição durante a volta de realinhamento que separa as duas provas. Antes da última etapa, os quatro piores resultados de um piloto são descartados. Não podem ser descartados resultados em que o piloto foi desclassificado.
| Sistema de pontos | Posição | Posição | Posição | Posição | Posição | Posição | Posição | Posição | Posição | Posição | Posição | Posição | Posição | Posição | Posição | Posição | Posição | Posição | Posição | Posição | Posição | Posição |
| Sistema de pontos | 1º      | 2º      | 3º      | 4º      | 5º      | 6º      | 7º      | 8º      | 9º      | 10º     | 11º     | 12º     | 13º     | 14º     | 15º     | 16º     | 17º     | 18º     | 19º     | 20º     | Pole    |         |
| ----------------- | ------- | ------- | ------- | ------- | ------- | ------- | ------- | ------- | ------- | ------- | ------- | ------- | ------- | ------- | ------- | ------- | ------- | ------- | ------- | ------- | ------- | ------- |
| Corrida 1         | 30      | 26      | 22      | 19      | 17      | 15      | 14      | 13      | 12      | 11      | 10      | 9       | 8       | 7       | 6       | 5       | 4       | 3       | 2       | 1       | 2       | 2       |
| Corrida 2         | 24      | 20      | 18      | 17      | 16      | 15      | 14      | 13      | 12      | 11      | 10      | 9       | 8       | 7       | 6       | 5       | 4       | 3       | 2       | 1       |         |         |
| Corrida de duplas | 12      | 11      | 10      | 9       | 8       | 7       | 6       | 5       | 4       | 3       | 2       | 1       | 0       | 0       | 0       | 0       | 0       | 0       | 0       | 0       |         |         |

Campeonato de pilotos
| 1                                  | Rubens Barrichello  | Ret  | 1    | 1    | Ret | DNS | 2    | 2    | 6    | 4    | 14   | 10   | 13   | 22   | 8    | 5    | 2   | 1   | 7    | 6    | 5    | 8    | 3    | 11   | 330       |
| 2                                  | Daniel Serra        | 3    | 16   | 4    | 1   | 8   | 6    | 8    | 4    | 12   | 4    | 11   |      |      | (16) | 7    | 3   | 5   | 5    | 8    | 10   | 3    | 2    | Ret  | 316 (321) |
| 3                                  | Gabriel Casagrande  | 14   | 5    | 16   | 4   | 5   | 4    | 10   | 1    | 8    | Ret  | DNS  | 4    | 7    | 9    | (17) | 4   | 3   | 26   | 12   | 9    | 9    | 4    | DSQ  | 307 (311) |
| 4                                  | Matias Rossi        |      | 28   | Ret  | 2   | Ret | 9    | 1    | 8    | 2    | 3    | 2    | 1    | 17   | 5    | 8    | 6   | 2   | 9    | 11   | 11   | Ret  | Ret  | Ret  | 268       |
| 5                                  | Ricardo Zonta       | 57   | (20) | 13   | 18  | Ret | 1    | 25   | 2    | 11   | DSQ  | Ret  | 15   | 3    | 6    | 2    | 7   | 18  | 2    | 2    | 12   | 17   | 13   | 4    | 262 (263) |
| 6                                  | Ricardo Mauricio    | 27   | 13   | 2    | 3   | 1   | DSQ  | DSQ  | 11   | 23   | DSQ  | Ret  | Ret  | DNS  | 19   | 1    | 1   | 6   | 3    | 18   | 1    | 13   | 10   | 1    | 257       |
| 7                                  | Bruno Baptista      | 2112 | 7    | 8    | 14  | 2   | 10   | 3    | 14   | Ret  | 6    | 1    | 7    | Ret  | 2    | 18   | 5   | Ret | 10   | 3    | Ret  | 10   | 15   | 7    | 252       |
| 8                                  | Nelson Piquet Jr.   | 17   | 8    | Ret  | 11  | 14  | 7    | 9    | 10   | 1    | Ret  | 9    | 24   | 4    | 12   | 6    | Ret | DNS | 8    | 1    | 8    | 7    | 22   | 2    | 232       |
| 9                                  | César Ramos         | 12   | 2    | 10   | 5   | Ret | Ret  | DNS  | 3    | 15   | 2    | 13   | 12   | 21   | 17   | Ret  | Ret | DNS | 1    | 16   | 3    | Ret  | 8    | 3    | 230       |
| 10                                 | Thiago Camilo       | 28   | 6    | 5    | 8   | 18  | 27   | Ret  | 12   | Ret  | 17   | 19   | 5    | 2    | 3    | 11   | 18  | DSQ | 6    | 13   | 2    | Ret  | Ret  | 19   | 216       |
| 11                                 | Gaetano di Mauro    | 6    | 9    | 7    | Ret | 3   | 13   | 6    | 17   | 7    | 1    | 4    | Ret  | 18   | 28   | 3    | 22  | 13  | 22   | 22   | 19   | 2    | 23   | 20   | 199       |
| 12                                 | Guilherme Salas     | 15   | 24   | 14   | 7   | 7   | 5    | 13   | 9    | 3    | 18   | 6    | 3    | Ret  | Ret  | Ret  | 24  | Ret | 14   | 17   | 24   | 4    | 11   | 8    | 187       |
| 13                                 | Rafael Suzuki       | 96   | 4    | Ret  | 9   | Ret | 16   | 17   | 7    | 5    | 7    | 7    | 23   | 19   | 26   | Ret  | 10  | 10  | 11   | 20   | Ret  | 14   | 12   | 17   | 172       |
| 14                                 | Atila Abreu         | 11   | 19   | 6    | 6   | 16  | 11   | Ret  | 16   | 19   | 21   | Ret  | 10   | 16   | 23   | 4    | Ret | DNS | Ret  | 4    | 4    | 11   | 7    | 5    | 169       |
| 15                                 | Galid Osman         | 81   | 18   | Ret  | Ret | Ret | 25   | 10   | 21   | Ret  | 8    | 5    | 25   | 11   | 29   | 22   | 20  | 7   | 4    | 5    | 6    | 5    | 16   | 18   | 166       |
| 16                                 | Diego Nunes         | Ret  | 15   | 3    | Ret | DNS | 8    | 6    | 15   | 18   | Ret  | 16   | 6    | Ret  | 10   | 15   | 15  | 16  | 19   | Ret  | 17   | 1    | 18   | 6    | 158       |
| 17                                 | Júlio Campos        | 79   | 3    | Ret  | 24  | 23  | 12   | Ret  | 5    | 27   | 15   | 21   | 26   | 5    | 27   | 13   | 16  | 4   | 25   | 7    | Ret  | 6    | 20   | Ret  | 148       |
| 18                                 | Allam Khodair       | 102  | Ret  | Ret  | 17  | 9   | 14   | Ret  | 13   | 6    | Ret  | DNS  | 9    | 9    | 4    | 16   | Ret | 20  | 21   | 10   | 18   | 24   | 5    | Ret  | 148       |
| 19                                 | Felipe Lapenna      | 16   | Ret  | DNS  | 20  | 20  | 3    | 14   | 29   | Ret  | 5    | 20   | 2    | 14   | 1    | Ret  | 21  | 12  | 20   | 19   | Ret  | 18   | 9    | Ret  | 146       |
| 20                                 | Felipe Baptista     | 14   | 22   | 17   | 10  | 11  | 18   | Ret  | Ret  | 14   | 24   | Ret  | 18   | 6    | 11   | Ret  | Ret | Ret | Ret  | 9    | 23   | Ret  | 1    | 9    | 126       |
| 21                                 | Marcos Gomes        | 4    | 12   | Ret  | 13  | 6   | Ret  | DNS  | Ret  | 9    | Ret  | DNS  | 16   | 20   | 22   | 10   | 14  | 19  | 15   | 23   | 7    | 12   | 17   | Ret  | 124       |
| 22                                 | Tony Kanaan         | 205  | 11   | 12   | 22  | 16  | 21   | 4    | 25   | 17   | 20   | DSQ  | 17   | 10   | 30   | 14   | 23  | 15  | 30   | 15   | 25   | 16   | 21   | 13   | 102       |
| 23                                 | Cacá Bueno          | 2311 | 25   | 11   | 23  | 15  | 15   | 16   | 23   | 10   | 10   | 15   | Ret  | 12   | 17   | Ret  | 9   | Ret | 28   | Ret  | 26   | 20   | 14   | 10   | 100       |
| 24                                 | Felipe Massa        | 26   | 21   | 15   | 6   | 22  | 17   | 12   | 20   | 16   | Ret  | DNS  | 8    | 8    | 21   | 19   | Ret | 17  | 24   | Ret  | Ret  | 15   | 6    | 16   | 98        |
| 25                                 | Sergio Jimenez      | Ret  | 14   | 9    | 26  | Ret | 24   | 7    | 19   | 26   | 11   | 8    | Ret  | 26   | 15   | Ret  | 11  | 9   | 17   | 24   | 15   | Ret  | Ret  | Ret  | 96        |
| 26                                 | Pedro Cardoso       | 13   | 17   | 18   | 21  | 13  | 20   | 21   | 22   | 25   | Ret  | 23   | Ret  | DNS  | 7    | 12   | 8   | Ret | 12   | 14   | 13   | 22   | 26   | 12   | 93        |
| 27                                 | Denis Navarro       | 28   | 10   | 19   | 12  | 12  | 28   | 22   | 27   | Ret  | 13   | 3    | 21   | 13   | 20   | Ret  | 17  | Ret | 18   | Ret  | 16   | 19   | 25   | 15   | 86        |
| 28                                 | Lucas Foresti       | 2410 | 26   | 21   | 25  | Ret | Ret  | 15   | 26   | 20   | 9    | DNS  | 11   | 15   | 13   | 20   | 13  | 8   | 16   | 21   | 22   | Ret  | 19   | Ret  | 75        |
| 29                                 | Rodrigo Baptista    | 18   | 27   | 20   | 19  | 17  | Ret  | 18   | 18   | 21   | 22   | 18   | DSQ  | DSQ  | 24   | 21   | 25  | 11  | 13   | Ret  | 14   | 23   | 24   | Ret  | 44        |
| 30                                 | Gianluca Petecof    | 22   | 30   | Ret  | 15  | 4   | 19   | 26   | Ret  | 13   | 16   | 17   |      |      |      |      |     |     |      |      |      |      | Ret  | DNS  | 42        |
| 31                                 | Felipe Fraga        | 11   |      |      |     |     |      |      |      |      |      |      | 20   | 1    |      |      |     |     |      |      |      |      |      |      | 25        |
| 32                                 | Andrés Jakos        |      |      |      |     |     |      |      |      |      |      |      | 14   | 24   |      |      | 12  | 14  |      |      |      |      |      |      | 23        |
| 33                                 | Julian Santero      |      |      |      |     |     |      |      |      |      |      |      |      |      | 14   | 9    |     |     |      |      |      |      |      |      | 19        |
| 34                                 | Tuca Antoniazzi     | Ret  |      |      | 27  | 21  | 22   | 24   | 30   | 24   | 12   | 22   | 22   | 25   | 25   | Ret  | 19  | 21  | 23   | Ret  | 21   | Ret  | Ret  | 14   | 18        |
| 35                                 | Gabriel Robe        | 4    |      |      |     |     |      |      | 24   | Ret  | 19   | 12   |      |      |      |      |     |     |      |      |      |      |      |      | 11        |
| 36                                 | Beto Monteiro       | 25   | Ret  | DNS  | Ret | DNS |      |      | Ret  | 22   | 23   | 14   |      |      |      |      |     |     |      |      |      |      |      |      | 7         |
| 37                                 | Thiago Vivacqua     |      |      |      | 27  | 19  |      |      |      |      |      |      | 19   | 23   |      |      |     |     |      |      |      |      | Ret  | DNS  | 4         |
| 38                                 | Gustavo Frigotto    | 19   | 24   | Ret  |     |     | 26   | 20   | 28   | DNS  | Ret  | 24   |      |      |      |      |     |     |      |      |      |      |      |      | 3         |
| 39                                 | Diego Azar          |      |      |      |     |     |      |      |      |      |      |      |      |      |      |      |     |     | 29   | Ret  | 20   | 21   |      |      | 1         |
| 40                                 | Renato Braga        | Ret  | 29   | DSQ  | Ret | DNS | 23   | 23   |      |      |      |      |      |      |      |      |     |     | Ret  | Ret  | Ret  | 25   |      |      | 0         |
| 41                                 | Raphael Teixeira    |      |      |      |     |     |      |      |      |      |      |      |      |      |      |      |     |     | 27   | Ret  | 27   | 26   |      |      | 0         |
| 42                                 | André Moraes Junior | DNS  | Ret  | DNS  |     |     |      |      |      |      |      |      |      |      |      |      |     |     |      |      |      |      |      |      | 0         |
| Drivers ineligible to score points |                     |      |      |      |     |     |      |      |      |      |      |      |      |      |      |      |     |     |      |      |      |      |      |      |           |
|                                    | Enzo Elias          | 1    |      |      |     |     |      |      |      |      |      |      |      |      |      |      |     |     |      |      |      |      |      |      |           |
|                                    | Albert Costa        | 2    |      |      |     |     |      |      |      |      |      |      |      |      |      |      |     |     |      |      |      |      |      |      |           |
|                                    | Augusto Farfus      | 3    |      |      |     |     |      |      |      |      |      |      |      |      |      |      |     |     |      |      |      |      |      |      |           |
|                                    | Pietro Fittipaldi   | 5    |      |      |     |     |      |      |      |      |      |      |      |      |      |      |     |     |      |      |      |      |      |      |           |
|                                    | Jeroen Bleekemolen  | 6    |      |      |     |     |      |      |      |      |      |      |      |      |      |      |     |     |      |      |      |      |      |      |           |
|                                    | Danilo Dirani       | 7    |      |      |     |     |      |      |      |      |      |      |      |      |      |      |     |     |      |      |      |      |      |      |           |
|                                    | Dennis Dirani       | 8    |      |      |     |     |      |      |      |      |      |      |      |      |      |      |     |     |      |      |      |      |      |      |           |
|                                    | Marçal Müller       | 9    |      |      |     |     |      |      |      |      |      |      |      |      |      |      |     |     |      |      |      |      |      |      |           |
|                                    | Pietro Rimbano      | 10   |      |      |     |     |      |      |      |      |      |      |      |      |      |      |     |     |      |      |      |      |      |      |           |
|                                    | Alan Hellmeister    | 12   |      |      |     |     |      |      |      |      |      |      |      |      |      |      |     |     |      |      |      |      |      |      |           |
|                                    | Renan Guerra        | 13   |      |      |     |     |      |      |      |      |      |      |      |      |      |      |     |     |      |      |      |      |      |      |           |
|                                    | Arthur Leist        | 14   |      |      |     |     |      |      |      |      |      |      |      |      |      |      |     |     |      |      |      |      |      |      |           |
|                                    | Filipe Albuquerque  | 15   |      |      |     |     |      |      |      |      |      |      |      |      |      |      |     |     |      |      |      |      |      |      |           |
|                                    | Zezinho Muggiati    | 16   |      |      |     |     |      |      |      |      |      |      |      |      |      |      |     |     |      |      |      |      |      |      |           |
|                                    | Maxime Soulet       | 17   |      |      |     |     |      |      |      |      |      |      |      |      |      |      |     |     |      |      |      |      |      |      |           |
|                                    | Fábio Fogaça        | 18   |      |      |     |     |      |      |      |      |      |      |      |      |      |      |     |     |      |      |      |      |      |      |           |
|                                    | Pedro Piquet        | 19   |      |      |     |     |      |      |      |      |      |      |      |      |      |      |     |     |      |      |      |      |      |      |           |
|                                    | Fran Rueda          | 20   |      |      |     |     |      |      |      |      |      |      |      |      |      |      |     |     |      |      |      |      |      |      |           |
|                                    | Franco Girolami     | 21   |      |      |     |     |      |      |      |      |      |      |      |      |      |      |     |     |      |      |      |      |      |      |           |
|                                    | Gabriel Bortoleto   | 22   |      |      |     |     |      |      |      |      |      |      |      |      |      |      |     |     |      |      |      |      |      |      |           |
|                                    | Sergio Ramalho      | 23   |      |      |     |     |      |      |      |      |      |      |      |      |      |      |     |     |      |      |      |      |      |      |           |
|                                    | Vitor Baptista      | 24   |      |      |     |     |      |      |      |      |      |      |      |      |      |      |     |     |      |      |      |      |      |      |           |
|                                    | Rapahel Reis        | 25   |      |      |     |     |      |      |      |      |      |      |      |      |      |      |     |     |      |      |      |      |      |      |           |
|                                    | Kiko Porto          | 26   |      |      |     |     |      |      |      |      |      |      |      |      |      |      |     |     |      |      |      |      |      |      |           |
|                                    | Eduardo Barrichello | Ret  |      |      |     |     |      |      |      |      |      |      |      |      |      |      |     |     |      |      |      |      |      |      |           |
|                                    | Beto Cavaleiro      | Ret  |      |      |     |     |      |      |      |      |      |      |      |      |      |      |     |     |      |      |      |      |      |      |           |
|                                    | Felipe Drugovich    | Ret  |      |      |     |     |      |      |      |      |      |      |      |      |      |      |     |     |      |      |      |      |      |      |           |
|                                    | Timo Glock          | DNS  |      |      |     |     |      |      |      |      |      |      |      |      |      |      |     |     |      |      |      |      |      |      |           |
| Pos                                | Piloto              | INT1 | GYN1 | GYN1 | RIO | RIO | MOG1 | MOG1 | VLP1 | VLP1 | VLP2 | VLP2 | INT2 | INT2 | MOG2 | MOG2 | SCZ | SCZ | GYN2 | GYN2 | GYN3 | GYN3 | INT3 | INT3 | Pontos    |

| Cor      | Resultado            |
| -------- | -------------------- |
| Ouro     | Vencedor             |
| Prata    | 2º lugar             |
| Bronze   | 3º lugar             |
| Verde    | Terminou, nos pontos |
| Azul     | Terminou, sem pontos |
| Púrpura  | Retirou-se (Ret)     |
| Vermelho | Não qualificado (NQ) |
| Preto    | Desqualificado (DSQ) |
| Branco   | Não largou (NL)      |
| Sem cor  | Não participou (NP)  |
| Sem cor  | Lesionado (Les)      |
| Sem cor  | Excluído (EX)        |

1 A 5ª Corrida de Duplas 2022 foi disputada em duas corridas, a primeira contando apenas com pilotos regulares e a segunda apenas com pilotos convidados. O grid da segunda corrida foi definido pelo resultado da primeira, invertendo-se os 10 primeiros colocados. A posição final da segunda corrida contabilizou pontos apenas para os pilotos regulares. Gabriel Casagrande e Gabriel Robe foram os maiores pontuadores da etapa e foram declarados vencedores.
Campeonato de fabricantes
Para o campeonato de fabricantes são contabilizados apenas os pontos obtidos em qualificação e pelos dois pilots mais bem colocados do fabricante.